# Lionel Boyce
Lionel Boyce (Inglewood, 9 de mayo de 1991), también conocido como L-Boy, es un actor, escritor, productor y ex músico estadounidense. Es mejor conocido por aparecer en la serie de televisión The Bear y ser miembro de Odd Future.

## Familia y vida personal
Boyce, de ascendencia afroamericana, creció en Inglewood, California.   Su padre era repartidor de Arrowhead Water y su madre era sheriff de Los Ángeles.  Trabajó en Hollister Co. y jugó al fútbol.  Ha comentado su gusto por el ajedrez. 

## Carrera
Inicio su carrera como integrante del colectivo musical de hip hop alternativo Odd Future, cocreó la serie de televisión de comedia de sketches de 2012 Loiter Squad.   En 2015, Boyce y Tyler, the Creator formaron Bald Fade Productions.  Entre sus proyectos crearon la serie animada The Jellies!
Desde 2022, Boyce interpreta a Marcus Brooks, un pastelero sensible, silencioso y bondadoso, en la serie de televisión de comedia dramática The Bear.   Recibió una nominación al premio Primetime Emmy por la serie. Antes de rodar The Bear, Boyce observó un día en la panadería Tartine en Los Ángeles y pasó dos semanas haciendo puesta en escena en Hart Bageri en Copenhague.    Además, antes de filmar el episodio "Honeydew", realizó mucho entrenamiento con Courtney Storer, la productora culinaria del programa. 
A principios de 2024, Boyce ayudó a Daiya a lanzar su versión de queso Fromage Forgery.   Por esa época, también se unió al elenco de la próxima película de suspenso Shell.  Más tarde ese año, se asoció con Earl Sweatshirt para el proyecto colaborativo "DJ Billy Jole". 

## Filmografía

### Televisión
| Año             | Título                        | Rol                               | Notas                                      |
| --------------- | ----------------------------- | --------------------------------- | ------------------------------------------ |
| 2012-2014       | Loiter Squad                  | Varios                            | También cocreador, escritor y productor.   |
| 2015, 2017-2019 | The Jellies!                  | Varias voces                      | También cocreador, escritor y productor.   |
| 2017            | Hey You, It's Me              | James                             | Episodio: "¡Sí! Pero diferente"            |
| 2018            | Hap and Leonard               | León                              | 4 episodios                                |
| 2019            | Jasper and Errol's First Time | El mismo                          | 9 episodios, también productor             |
| 2022-presente   | The Bear                      | Marcus Brooks                     | Rol principal También escritor, 1 episodio |
| 2024            | Curb Your Enthusiasm          | Empleado del centro de jardinería | Episodio: "The Lawn Jockey"                |

### Película
| Año  | Título                    | Rol                | Notas                   |
| ---- | ------------------------- | ------------------ | ----------------------- |
| 2017 | Sremm Break               | Oficial Norris     | Corto                   |
| 2017 | Cherry Bomb El Documental | El mismo           | Corto                   |
| 2022 | Jackass Forever           | El mismo           | Aparición como invitado |
| 2024 | Shell                     | Detective Abramson |                         |
| 2026 | Project Hail Mary         |                    | Postproducción          |